# 越智家令
越智 家令（おち いえのり）は、戦国時代の武将。官位は弾正忠、刑部少輔。

## 略歴
大和国の国人・越智氏の越智家栄の子として誕生。幼名は小三郎。
父と行動を共にして大和に勢威を及ぼしたが、明応6年（1497年）に畠山尚順が畠山義豊を攻めて、それに呼応して筒井順賢・十市遠治らが大和に侵攻、越智父子は敗れて古市澄胤と共に没落したが、翌年大和に復帰した。
明応9年（1500年）、父が没した為後を継ぎ、永正2年（1505年）に筒井順賢ら筒井党と和睦、娘を順賢に嫁がせた。しかし翌年、赤沢朝経が大和に攻め込んだので大和国人は国人一揆を結成して対抗したが、家令は永正4年（1507年）に死去したと見られている。